# دهستان تارتو
دهستان تارتو (به لاتین: Tartu Parish) یک دهستان در استونی است که در شهرستان تارتو واقع شده‌است. این دهستان در سال ۲۰۱۹ میلادی ۱۰۸۱۰ نفر جمعیت داشته‌است.

## نگارخانه

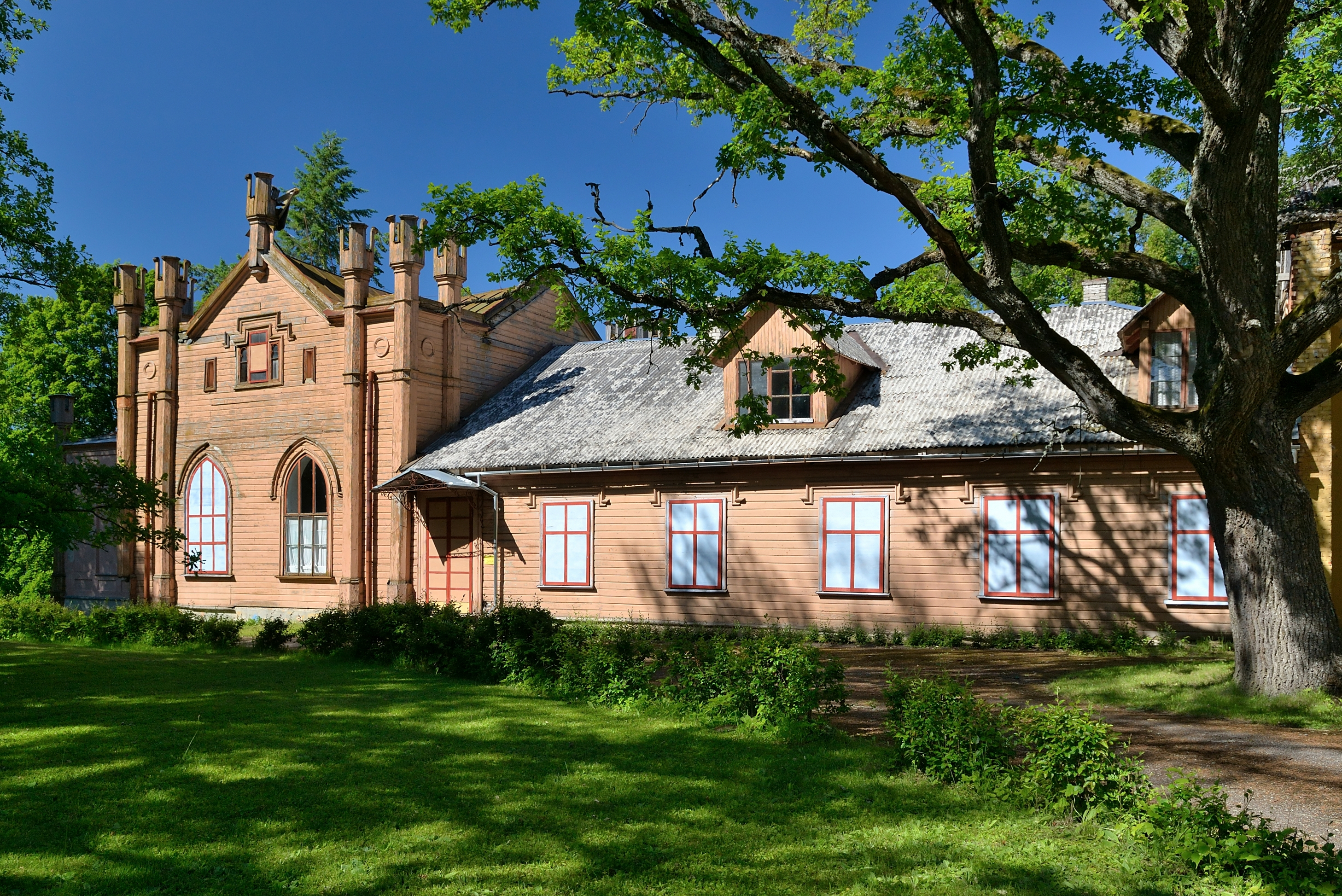
Kukulinna Manor
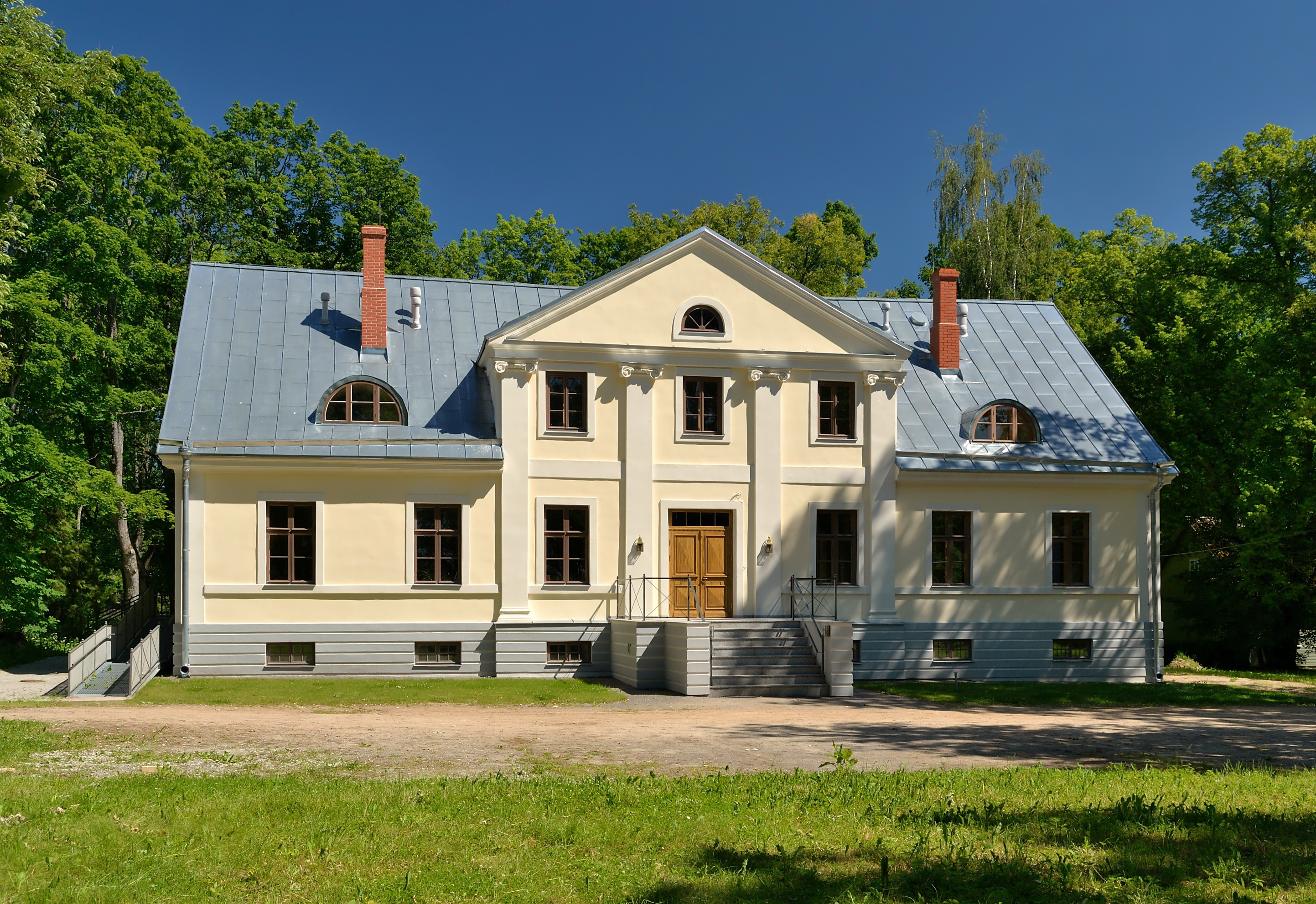
Tammistu Manor
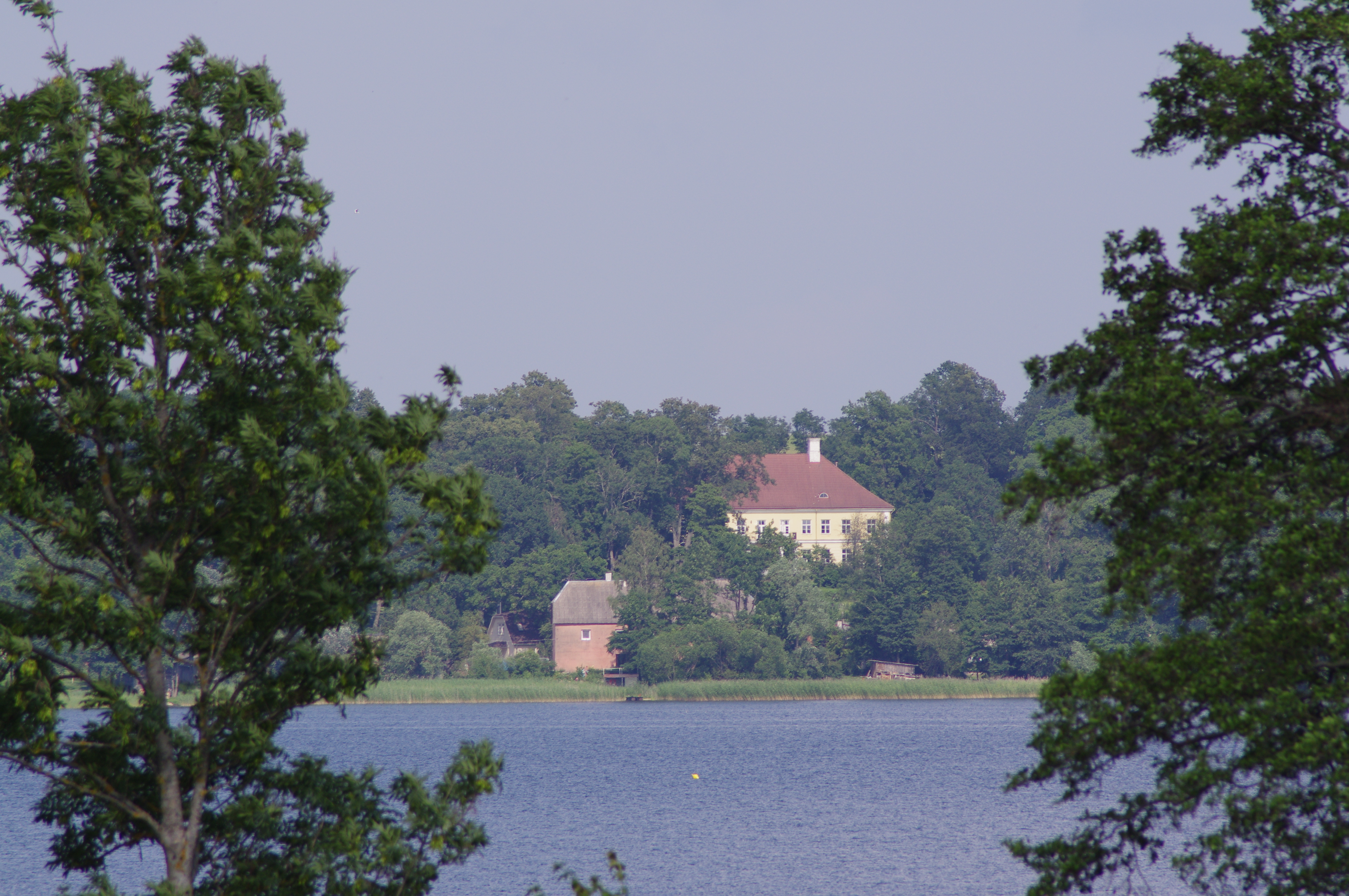
Saadjärve Manor و دریاچه سادیارو
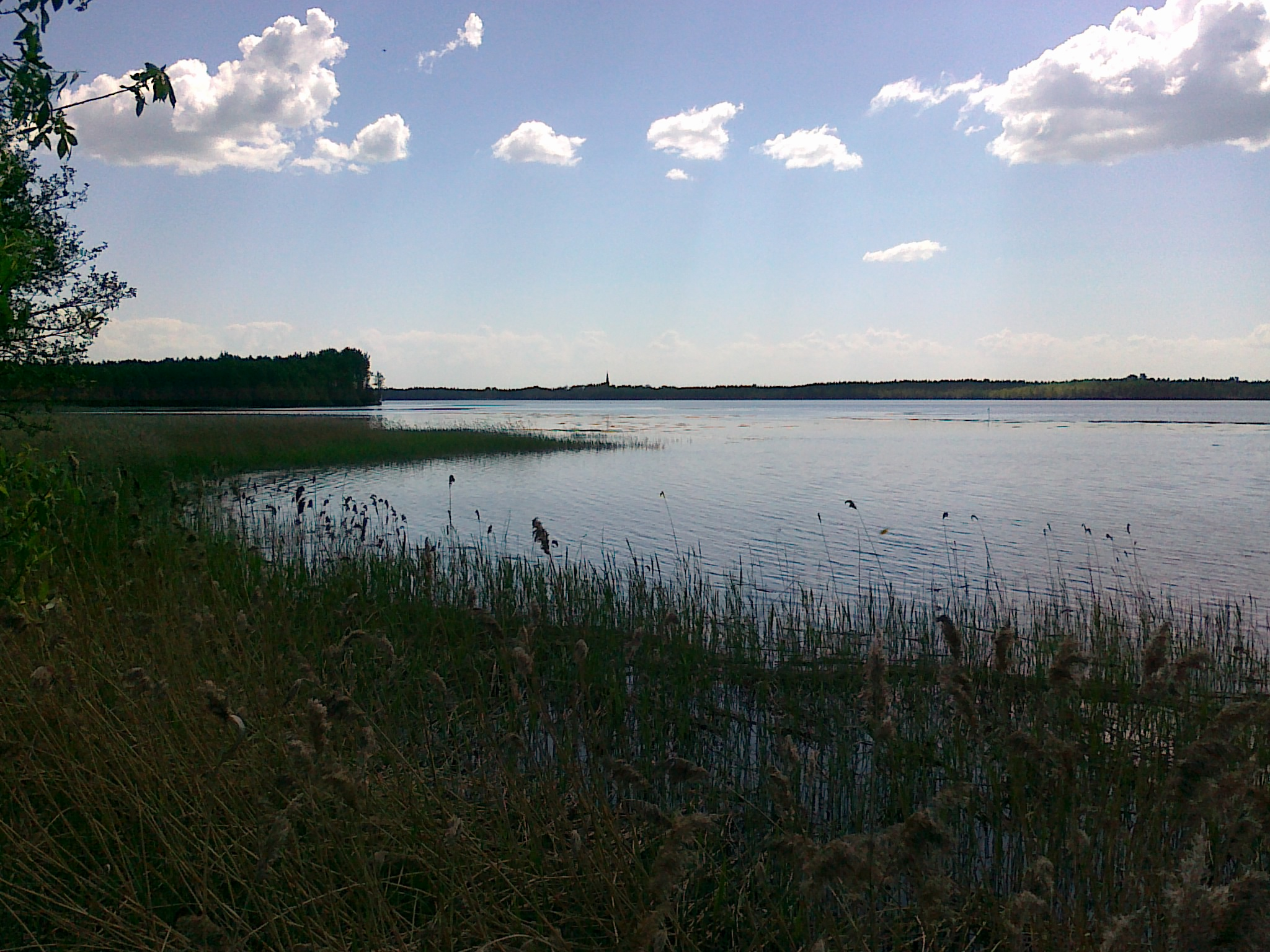
دریاچه سادیارو
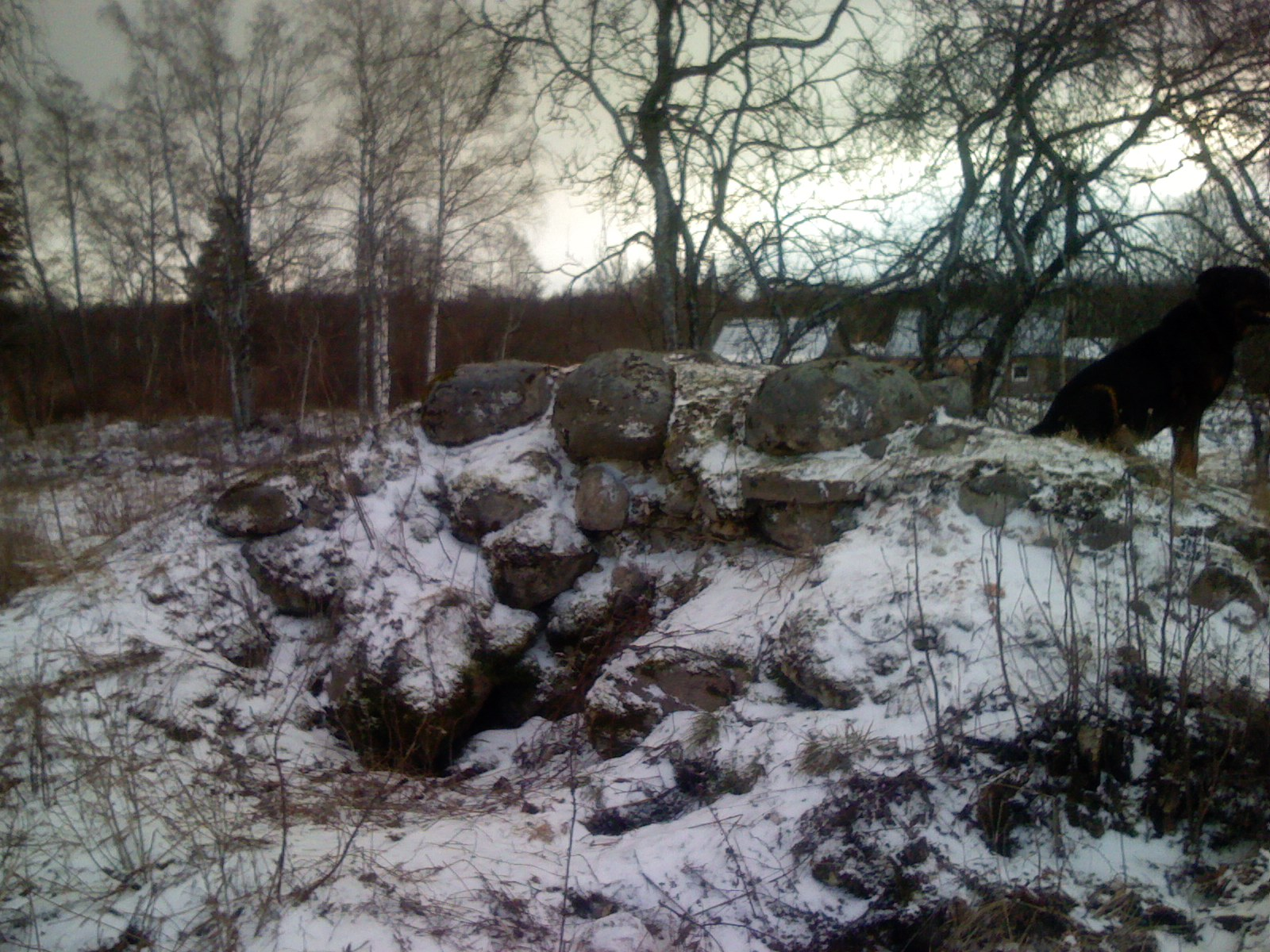
The ruins of Kärkna Abbey
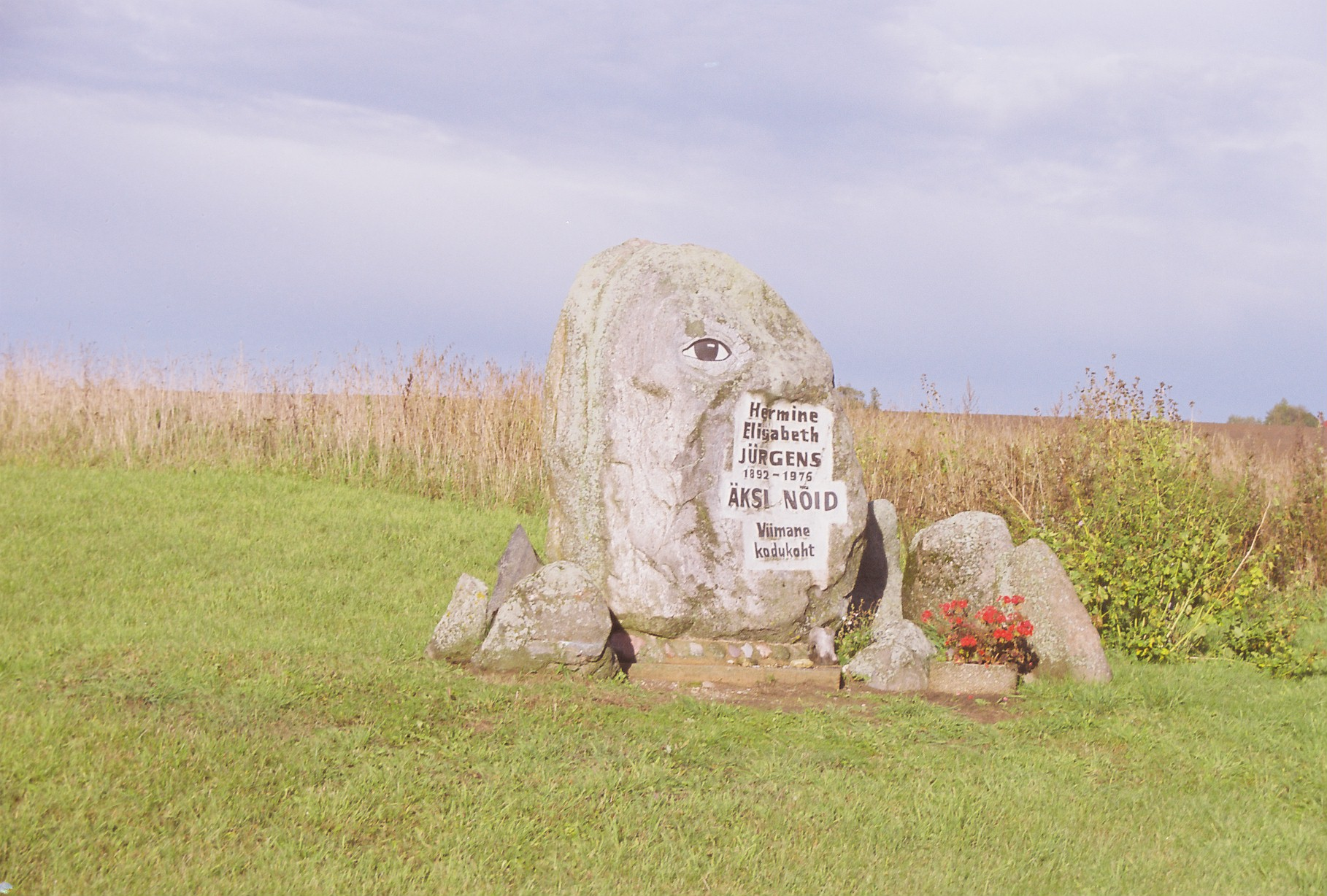
Memorial to "Witch of Äksi", Hermine Elisabeth Jürgens in Puhtaleiva
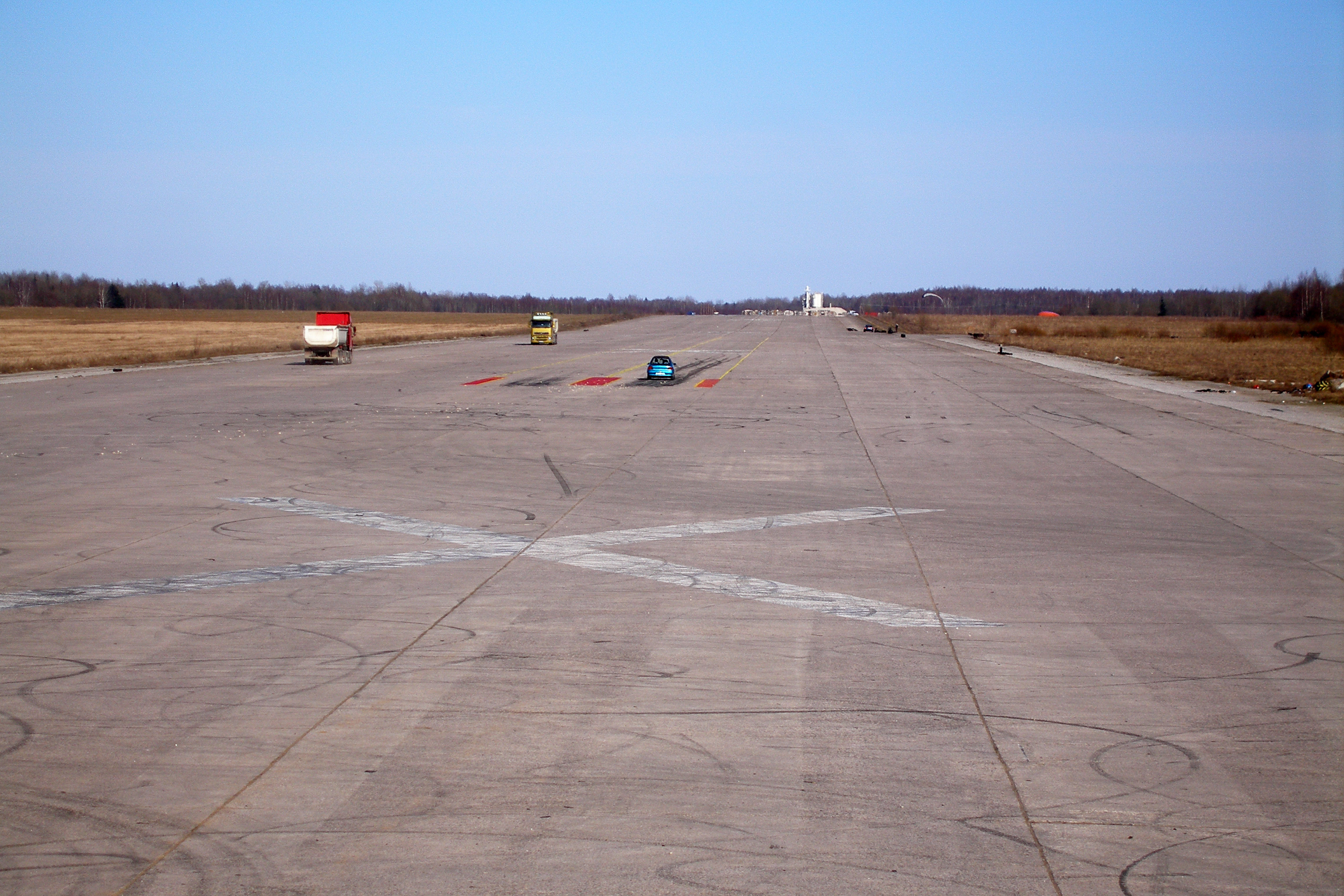
فرودگاه صحرایی رادی
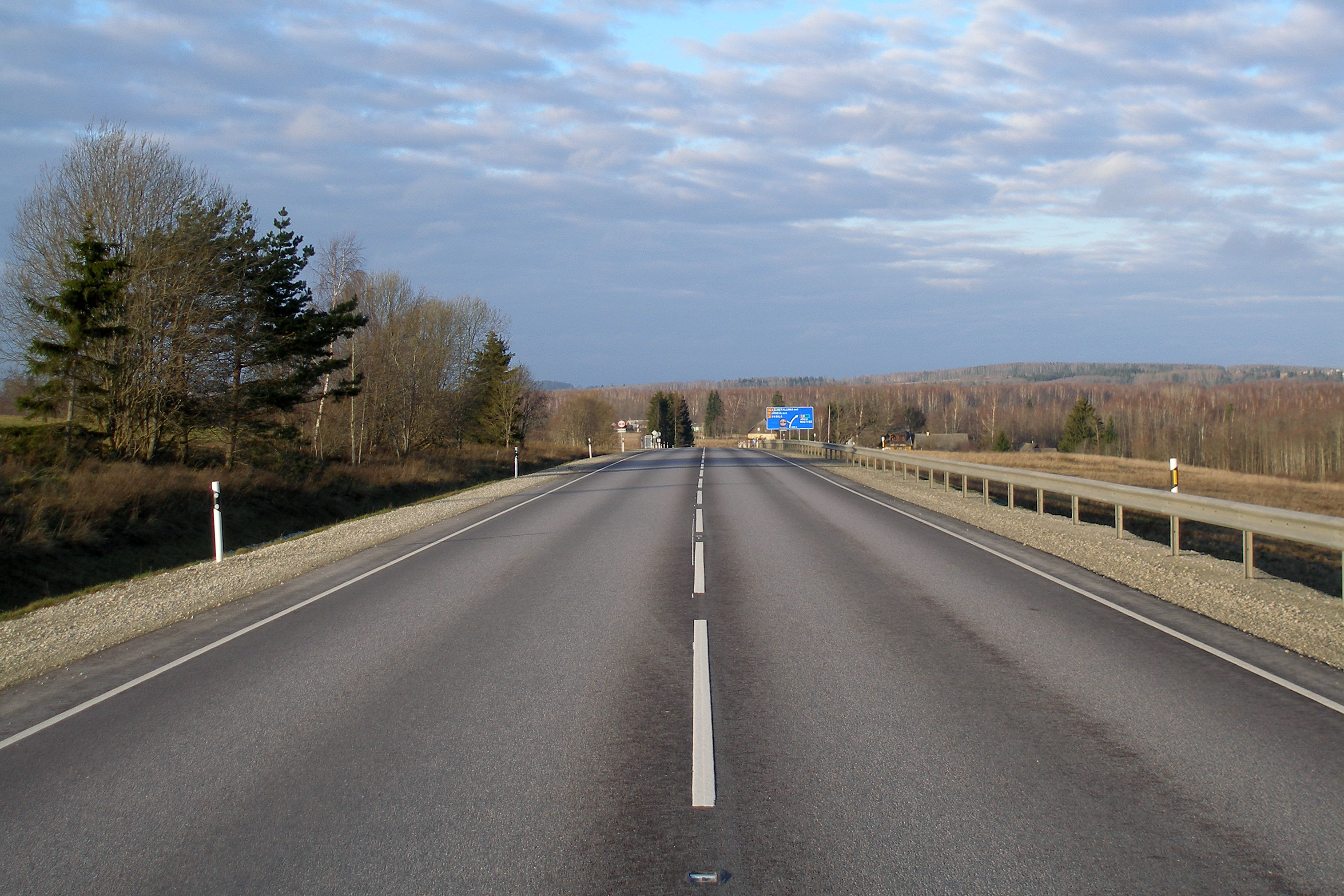
The جاده ئی۲۶۴ اروپا (E264) نزدیک Aovere